# Заплатино
Запла́тино — деревня в Павловском районе Нижегородской области. Входит в состав Таремского сельсовета.